# Парадинья (футбол)
Парадинья (порт. paradinha, букв. маленькая остановка) — манера пробития пенальти в футболе с остановкой или задержкой движения игрока к мячу до удара по нему. Бьющий в такой ситуации имеет преимущество перед вратарём, так как обманным движением заставляет голкипера упасть в тот или иной угол ворот, а затем бьёт мяч в противоположный. Больше всего парадинью любят на её родине, в Бразилии. Местные комментаторы и болельщики весьма радуются такому исполнению пенальти. Игроки также часто хвалят и восхищаются этим ударом.

## История
Парадинья появилась в Бразилии. Известность этот термин приобрёл, когда финт внёс в свой репертуар Пеле. Хотя позже он признался, что перенял этот финт у другого бразильского футболиста, Диди.
Вторая волна популярности парадиньи пришлась на 1997 год, когда в правила внесли изменения, что вратарь должен стоять на линии ворот до удара. Это на порядок увеличило эффективность парадиньи. До запрета удара бразильские пенальтисты очень часто использовали подобное исполнение удара. Это делали Роналдо, Нилмар, Фред, Неймар и другие.

## Запрет удара
В феврале 2010 года ФИФА объявила, что собирается рассмотреть вопрос о парадинье. Президент организации, Зепп Блаттер, считал такой приём обманом и анонсировал скорую отмену этого правила.
В 2010 году ФИФА вернулась к прежней трактовке правила 14. До этого непосредственно перед ударом по мячу разрешалось выполнять обманные движения. С 1 июня 2010 года часть текста правила была сформулирована следующим образом:

Разрешаются обманные движения во время разбега при выполнении 11-метрового удара с целью введения в заблуждение соперника. Однако обманные движения при ударе по мячу, когда игрок уже завершил разбег, считаются нарушением правила 14 и рассматриваются как неспортивное поведение, за что игроку выносится предупреждение.

Начиная с финальной части чемпионата мира 2010 в ЮАР пауза после разбега считается фолом, пробивающий получает жёлтую карточку, и назначается повторный удар в пользу обороняющейся команды.
Таким образом пенальтистам было запрещено останавливаться перед мячом и делать паузу, чтобы заставить вратаря упасть до удара. Делать обманные движения можно только при разбеге до того момента, как опорная нога будет поставлена для удара.
До этого правила такой удар не запрещали, хотя в Европе судьям рекомендовали расценивать такой удар как недисциплинированное поведение.

## Примеры исполнения
Неймар, выступая за «Сантос», забил, используя парадинью, Рожерио Сени из «Сан-Паулу». Фред, игрок «Флуминенсе», использовал удар в серии пенальти с «Васко да Гама». Судья не наказал «Флуминенсе», тем не менее серию выиграл соперник.
В серии пенальти финала Лиги чемпионов 2007/08 между «Манчестер Юнайтед» и «Челси» Криштиану Роналду остановился перед ударом по воротам Петра Чеха, вратарь «Челси» не повёлся на уловку, в итоге Роналду не реализовал пенальти. Уже после запрета парадиньи за этот удар наказали аргентинского нападающего «Барселоны» Лионеля Месси. Это произошло в матче Лиги чемпионов против «Милана».
Однажды такое исполнение и вовсе стало причиной травмы вратаря. Голкипер, пойманный на противоходе, сломал левую руку.